# Nong Khai
Nong Khai (in thailandese หนองคาย) è una città minore (thesaban mueang) della Thailandia. Il territorio comunale occupa una parte del Distretto di Mueang Nong Khai, che è capoluogo della Provincia di Nong Khai, nel gruppo regionale della Thailandia del Nordest.

## Geografia fisica
La città è bagnata dal Mekong, che in questa zona fa da confine con il Laos. Si trova all'estremo nord dell'Altopiano di Korat, in una zona pianeggiante 615 km a nord-nordest di Bangkok. È la principale porta di accesso dalla Thailandia alla capitale del Laos Vientiane, in particolare dopo la costruzione del primo ponte dell'amicizia thai-lao, inaugurato nel 1994 alla periferia occidentale della città. Anche la capitale laotiana si trova sul Mekong, 25 km ad ovest e a monte del fiume rispetto a Nong Khai.

## Storia
La zona dove sorge Nong Khai fece per lungo tempo parte del Regno di Lan Xang, che aveva per capitale la vicina Vientiane. Diede i natali a Sen Surintra, un generale dell'esercito di Lan Xang che usurpò il trono e fu per due volte sovrano del regno laotiano.
Nella zona attorno alla città vi sono tracce di templi antichi lungo il Mekong, sulle cui rive sorgevano isolati villaggi. La città fu fondata nella prima metà dell'Ottocento, dopo la guerra di indipendenza intrapresa dal Re di Vientiane Anouvong, che intendeva liberarsi dal vassallaggio al Regno del Siam, l'odierna Thailandia. Nella campagna di repressione della rivolta, l'esercito siamese ricevette l'appoggio del governatore di Yasothon Thao Suwothanma, che inviò le proprie truppe in aiuto a quelle di Bangkok. Dopo aver sottomesso i laotiani, il re del Siam Rama III premiò Thao Suwothanma assegnandogli il territorio sulla riva destra del Mekong attorno al villaggio di Ban Phai, dove fu fondata Nong Khai. La nuova città prese il nome dal grande stagno situato nella sua zona occidentale.

## Economia
La città si è enormemente sviluppata dopo l'apertura del Laos all'economia di mercato e la conseguente apertura delle frontiere al turismo e agli scambi commerciali, ma soprattutto dopo la costruzione del ponte sul Mekong, il primo realizzato sulla lunghissima frontiera costituita dal fiume tra Laos e Thailandia. Gli abitanti sono raddoppiati nel trentennio tra il 1984 e il 2014; molti sono immigrati dalle zone rurali e il 50% della popolazione è stato in quel periodo occupato nel settore edile. Nello stesso periodo si sono moltiplicati il valore delle proprietà e il volume degli scambi commerciali.
Basata tradizionalmente sull'agricoltura e sulle risorse della pesca nel Mekong, l'economia cittadina trae vantaggio dalla vicinanza di Vientiane e del varco frontaliero. Molti sono i turisti che si fermano a Nong Khai prima o dopo aver visitato il Laos. Si è anche formata una comunità di stranieri domiciliati a Nong Khai. Caratteristico è lo speciale tipo di seta chiamato Mud Mee, prodotto a Nong Khai, che viene usato dai membri della casa reale thai. Particolarmente affollato è il mercato che si tiene tutte le mattine lungo il fiume in centro città. Molti laotiani vengono a vendere i propri prodotti ed acquistano merci che in Laos hanno un costo superiore.

## Eventi
Uno degli eventi principali è il Bung Fi Phaya Nak (palle di fuoco dei nāga), un fenomeno naturale che si verifica ogni anno nei pressi della città durante la luna piena dell'undicesimo mese lunare. Consiste in palle di luce di colore rosso che salgono dal fiume e si dissolvono nell'atmosfera. Secondo la tradizione locale, sono opera delle divinità Naga in onore di Buddha. L'evento richiama a Nong Khai una grande quantità di turisti e di fedeli.

## Infrastrutture e trasporti
Dalla stazione di Nong Khai della linea thailandese del Nordest partono treni diretti a Bangkok ed alcuni che attraversano il primo ponte dell'amicizia thai-lao, sulla breve linea inaugurata il 5 marzo 2009 che si ferma pochi chilometri dopo il confine.
Il progetto che prevedeva l'estensione di tale linea fino a Vientiane, è stato abbandonato nel novembre del 2010 in favore di un nuovo progetto che unirebbe la città cinese di Kunming a Singapore, via Vientiane e Nong Khai, con una linea di treni ad alta velocità. Nell'aprile del 2011, il nuovo progetto è stato bloccato dopo l'arresto per corruzione del Ministro dei Trasporti cinese.
Un efficiente servizio di autobus collega Nong Khai con le cittadine della provincia, le principali città della regione e la capitale Bangkok. I trasporti cittadini sono affidati in prevalenza ai tuk-tuk, meno frequenti sono i taxi e i songthaew. L'aeroporto thai più vicino è quello di Udon Thani.